# アンドレイ・アレクサンドロヴィチ (ロシア公)
アンドレイ・アレクサンドロヴィチ（ロシア語:Андрей Александрович, 1897年1月24日［ユリウス暦1月12日］ - 1981年5月8日）は、ロシアの皇族。ニコライ1世の曾孫、アレクサンドル3世の外孫。ロシア革命後は長くイギリスで亡命生活を送った。女系ではあるが最後の皇帝ニコライ2世の最年長の甥にあたるため、亡命ロシア人の一部から、ロシア帝位継承者と見なされていた。

## 生涯
アンドレイはアレクサンドル・ミハイロヴィチ大公とその妻クセニア・アレクサンドロヴナ大公女との間の第2子、長男としてサンクトペテルブルクの冬宮殿で生れた。アンドレイは母親を通じて皇帝アレクサンドル3世の孫であったが、男系血統でいえばニコライ1世の曾孫でしかないため、ロシア大公の称号を与えられなかった。ロシア帝室の一員が誕生した時の慣例である祝砲が鳴らされる時、「ロシア公」でしかないアンドレイの場合は15回のみ鳴らされるはずだったが、祖母のマリア・フョードロヴナ皇太后の主張が通って、ロシア大公の誕生時と同じ21発が鳴らされた。
第1次世界大戦が始まるとアンドレイはロシア海軍に入隊し、父アレクサンドル・ミハイロヴィチ大公の麾下で従軍した。その後、アンドレイは伯父の皇帝ニコライ2世を司令官とする近衛騎兵連隊の中尉に任じられた。革命が始まる直前、アンドレイは皇后アレクサンドラ・フョードロヴナとその4人の娘たちがノヴゴロドの教会に詣でる際、皇族中では唯一人付き添っている。
ロシア革命が始まると、アンドレイは両親と姉弟、祖母マリア皇太后らと一緒にクリミアのドゥルベルに幽閉された。1918年、アンドレイは他の一族の人々と同様、ボリシェヴィキに連行されて殺されるはずだったが、ブレスト＝リトフスク条約の発効によってクリミアに乗り込んできたドイツ軍によって解放された。翌1919年、アンドレイはイギリス政府の差し向けた戦艦マールバラに乗り込んでロシアを出国し、父とともにパリ講和会議に出席した。
1949年、アンドレイはイギリスのケント州、フェーバーシャムにあるプロヴェンダー・ハウスに引っ越した。この城館は彼の2番目の妻ナディーンの家族が所有しており、エドワード黒太子が狩猟用城館として使っていたことで有名だった。アンドレイは正教系マルタ騎士団の一員であった。アンドレイはまた、男系血統よりも長子相続を優先事項とみなす一部の人々から、ニコライ2世に最も血筋の近い係累としてロシアの筆頭帝位継承者とみなされてもいた（ただし、帝位継承法ではあくまで男系血統を優先事項としている）。アンドレイは1981年、フェーバーシャムの自邸で死去した。

## 子女
アンドレイは1918年6月12日にヤルタで、イタリア貴族のサッソ＝ルッフォ公爵ファブリツィオの娘エリザベッタ（1886年 - 1940年）と最初の結婚をした。エリザベッタはロシア人を母親に持ち、また最初の夫アレクサンドル・フリデリキ将軍（1878年 - 1916年）との間に娘が一人いた。夫妻は3人の子供をもうけた。
- クセニア（英語版）（1919年 - 2000年）
- ミハイル（英語版）（1920年 - 2008年）
- アンドレイ（英語版）（1923年 - 2021年）

エリザベッタと死別後、アンドレイは1942年にイギリス人女性ナディーン・マクドゥーガルと再婚した。ナディーンとの間には娘を一人もうけた。
- オリガ（英語版）（1950年 - ）